# 紀陽銀行
株式会社紀陽銀行（きようぎんこう、英: The Kiyo Bank, Ltd.）は、和歌山県に本店を置く唯一の地方銀行である。

## 概要
2006年（平成18年）10月10日、和歌山県に本店を置いていた同じく紀陽ホールディングスの完全子会社で第二地方銀行だった和歌山銀行を吸収合併した。これ以前に阪和銀行が経営破綻していたことから、紀陽銀行は県に本拠を置く唯一の銀行となった。また2013年10月1日には、親会社である紀陽ホールディングスを吸収合併し、東証にテクニカル上場・再上場した。
和歌山県、和歌山市の指定金融機関である。本店所在地である和歌山県内では、企業のメーンバンクシェアで63.8％と、2位のきのくに信用金庫でも16.6％であり、圧倒的な1位を確保している。

## 営業政策
本拠地である和歌山県を固めたことや、和歌山県が近畿地方で最下位級の経済規模・景況であることに危機感を抱いたことから、北隣の大阪府を和歌山県と同じく「地元エリア」と位置付け、1950年から進出、2022年10月現在では41店を構えるまでに成長している。この結果、貸出金地域別構成では大阪府が54%、和歌山県が36％となっており、和歌山県を上回っている。また、府内南部で紀陽銀行をメインバンクとする企業の割合は、2022年の調査によれば、大阪府に本店を置く関西みらい銀行、あるいはメガバンクの一つであるみずほ銀行を上回る10.1％となっている。このように大阪府内への浸透度を高める要因の1つである支店網だが、大阪府内の支店の中でも安藤忠雄の設計した堺支店（堺市）はメインストリートである大小路と大道筋の交差点に立地しており、界隈のランドマーク的役割を担っているほか、同支店の入る紀陽堺ビルには本店より営業企画部を移転の上、営業推進本部を設置し、府下での機能強化を行っている。また同府内には将来的に、和歌山県内の67店と同程度まで出店し、地元化したいとの意向を松岡頭取が明らかにしている。大阪府メインバンク調査（2017年）によると、2.3％（2342社、前年比0.1ポイント上昇）の企業がメインバンクに指定しており、同じく大阪府外が本拠地の地方銀行（京都銀行など）・信用金庫（尼崎信金）を大きく上回る11位にランクインしている。

## 沿革
- 1895年（明治28年）5月2日 - 紀陽貯蓄銀行として設立[9]。
- 1922年（大正11年）- 普通銀行に転換、株式会社紀陽銀行に改組。
- 1950年（昭和25年）- 大阪府内へ初出店[9]。
- 1993年（平成5年）11月 - 融資先の和興開発の社長が脱税容疑で逮捕される。紀陽銀行は和興開発に800億円近い過剰融資を行い、そのうち約200億円が使途不明になっていることが後に発覚。和興開発から紀陽銀行の頭取である山口壽一の個人口座へ2億円が入金されていたことが表面化。山口は引責辞任。
- 1997年（平成9年）11月25日 - 経営不安の風評が流布され、和歌山市内の複数の店舗で取り付け騒ぎが発生。数日で約3000億円の預金が流失。
- 1999年（平成11年）3月31日 - 和歌山県商工信用組合からすべての事業を譲渡される。事業譲渡後、和歌山県商工信用組合の店舗のほとんどが近隣の紀陽銀行の店舗に統合されて消滅したが、美里支店や本宮支店のようにそのまま存続した店舗も存在する。
- 2005年（平成17年）3月16日 - 和歌山銀行との持株会社方式による経営統合に合意。
- 2006年（平成18年）
  - 2月1日 - 紀陽銀と和歌山銀との持株会社である紀陽ホールディングスを設立。傘下子会社化。
  - 9月15日 - 金融機能強化法に基づく優先株式の引受（いわゆる公的資金注入）が決定[注 4]。
  - 10月10日 - 和歌山銀行を吸収合併[注 5]。
- 2007年（平成19年）6月18日 - 同行初のネット上の支店として、インターネット支店が開業。
- 2010年（平成22年）5月4日 - 勘定系システムをBankVisionへ移行し、稼働を開始[13]。
- 2013年（平成25年）
  - 9月5日 - 公的資金を完済[14]。
  - 10月1日 - 紀陽ホールディングスを合併（存続会社：紀陽銀行）。東証に再上場。
- 2019年（平成31年）
  - 4月8日 - 和歌山中央支店、由良支店、箱作支店などが近隣の支店とのブランチインブランチ化により、支店名は残るものの事実上消滅。
    - これにより、合併後約13年間「和歌山中央支店」として存続していた旧和歌山銀行 本店営業部の口座勘定が消滅した。

  - 4月15日 - 紀陽コミュニティプラザ（由良、日置、古座の3店舗）を開設。

## 関連会社
紀陽銀行公式ウェブサイト内で、「紀陽フィナンシャルグループ」という表現が用いられているが、紀陽銀行とその子会社群全体を指す表現であって、紀陽銀行を傘下に持つ持株会社が存在するわけではない。

### 連結子会社
- 紀陽ビジネスサービス株式会社
- 阪和信用保証株式会社
- 紀陽リース・キャピタル株式会社
- 株式会社紀陽カード
- 株式会社紀陽カードディーシー
- 紀陽情報システム株式会社

## イメージキャラクター
2015年5月、創立120周年を迎えるに当たり、イメージキャラクターとして和歌山県出身の田中理恵（体操選手）を起用。TVCM等に出演していた。2016年10月から新たに当行出店エリアである大阪府泉大津市出身の川田裕美（フリーアナウンサー・タレント）を起用する。

## 過去に在籍した著名人
かつては体操を支援し、日本トップレベルの強豪として多数の名選手を輩出した紀陽銀行体操部は廃部され、1998年に徳洲会体操部に受け継がれている。
- 岡村輝一 - 1972年（昭和47年）ミュンヘン五輪男子団体金メダル
- 堀出一夫- 1974年（昭和49年）アジア大会個人総合金メダル
- 藤本俊 - 1976年（昭和51年）モントリオール五輪男子団体金メダル
- 白石伸三 - 1978年（昭和53年）ストラスブール世界選手権男子団体金メダル
- 清水順一 - ストラスブール世界選手権男子団体、跳馬金メダル
- 後藤清志 - 1981年（昭和56年）モスクワ世界選手権男子団体銀メダル
- 森末慎二 - 1984年（昭和59年）ロス五輪男子鉄棒個人金メダル
- 梶谷信之 - ロス五輪男子平行棒銀メダル
- 外村康二 - ロス五輪男子団体銅メダル
- 小西裕之 - 1988年（昭和63年）ソウル五輪男子団体銅メダル
- 畠田好章 - 1992年（平成4年）バルセロナ五輪男子団体銅メダル
- 田中光 - 1996年（平成8年）アトランタ五輪出場

## ギャラリー

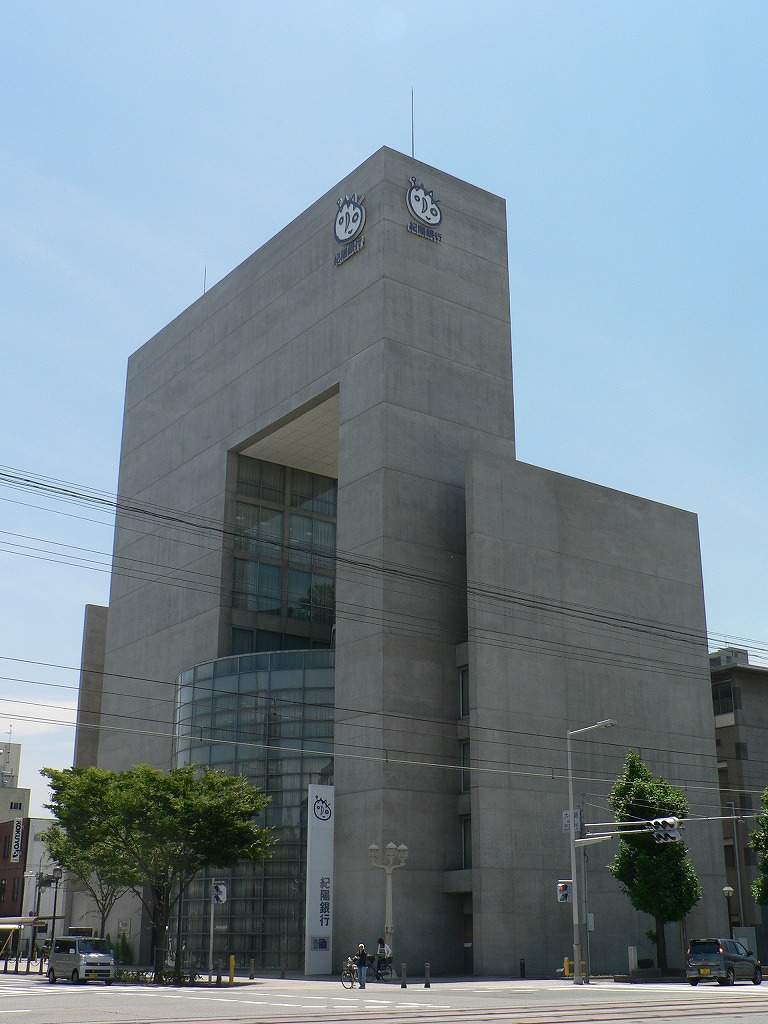
堺支店